# Fuenlabrada (Albacete)
Fuenlabrada es una localidad española del municipio de Peñascosa, perteneciente a la provincia de Albacete, en la comunidad autónoma de Castilla-La Mancha.

## Historia
Hacia mediados del siglo XIX, el lugar, por entonces perteneciente a Alcaraz, era mencionado como una alquería. Aparece descrito en el octavo volumen del Diccionario geográfico-estadístico-histórico de España y sus posesiones de Ultramar de Pascual Madoz de la siguiente manera:

FUEN LABRADA: alq. en la prov. de Albacete, part. jud. y térm. jurisd. de Alcaráz.
(Madoz, 1847, p. 203)

En la actualidad pertenece al municipio de Peñascosa. En 2022, tenía empadronados 2 habitantes.